# Parlaments- og præsidentvalget i Sudan 2015
Det Generelle valg i Sudan blev afholdt i Sudan den 13.-16. april 2015 til valg af præsident og nationalforsamlingen. Det er den første afstemning i landet siden folkeafstemning om uafhængighed i Sydsudan i 2011.
Op til valget blev den siddende præsident Omar al-Bashir igen valgt som præsidentkandidat for National Kongres i oktober 2014. Med 94,05% af stemmerne opnåede Omar al-Bashir at blive genvalgt.

## Valgsystem
Præsidenten vælges ved hjælp af to-runde-systemet; hvis ingen kandidat opnår et flertal af stemmerne i første runde, vil en afstemning mere blive afholdt.

## Valgresultater

### Præsident
| Kandidater                                            | Parti                                 | Stemmer    | %     |
| ----------------------------------------------------- | ------------------------------------- | ---------- | ----- |
| Omar al-Bashir                                        | National Kongres                      | 5,252,478  | 94.05 |
| Fadl el-Sayed Shuiab                                  | Federal Sandheds Parti                | 79,779     | 1.43  |
| Fatima Abdel Mahmoud                                  | Sudans Socialistisk Demokratisk Union | 47,653     | 0.85  |
| Mohamed Al Hassan                                     | National Reform Party                 | 42,399     | 0.76  |
| Abdul Mahmoud Abdul Jabar Rahamtalla                  | Union of the Nation's Forces          | 41,134     | 0.74  |
| Hamdi Hassan Ahmed                                    | Uafhængig                             | 18,043     | 0.32  |
| Mohamed Ahmed Abdul Gadir Al Arbab                    | Uafhængig                             | 16,966     | 0.30  |
| Yasser Yahiya Salih Abdul Gadir                       | Uafhængig                             | 16,609     | 0.30  |
| Khairi Bakhit                                         | Uafhængig                             | 11,852     | 0.21  |
| Adel Dafalla Jabir                                    | Uafhængig                             | 9,435      | 0.17  |
| Mohamed Awad Al Barow                                 | Uafhængig                             | 9,388      | 0.17  |
| Asad Al Nil Adel Yassin Al Saafi                      | Uafhængig                             | 9,359      | 0.17  |
| Alam Al Huda Ahmed Osman Mohamed Ali                  | Uafhængig                             | 8,133      | 0.15  |
| Ahmed Al Radhi Jadalla Salem                          | Uafhængig                             | 7,751      | 0.14  |
| Isaam Al Ghali Tajj Eddin Ali                         | Uafhængig                             | 7,587      | 0.14  |
| Omar Awad Al Karim Hussein Ali                        | Uafhængig                             | 6,297      | 0.11  |
| Ugyldige/blanke stemmer                               | Ugyldige/blanke stemmer               | 506.549    | –     |
| Total                                                 | Total                                 | 6.091.412  | 100   |
| Registrerede stemmer/deltagelse                       | Registrerede stemmer/deltagelse       | 13.126.989 | 46,40 |
| Kilde: NEC Arkiveret 18. maj 2015 hos Wayback Machine |                                       |            |       |

### Parlamentet
| Parti                                                              | Parti                           | Stemmer | % | Pladser | +/– |
| ------------------------------------------------------------------ | ------------------------------- | ------- | - | ------- | --- |
|                                                                    | Nationale Kongres               |         |   | 323     |     |
|                                                                    | Demokratisk Unionist Parti      |         |   | 25      |     |
|                                                                    | Uafhængige                      |         |   | 19      |     |
|                                                                    | DUP (led by Jalal al-Digair)    |         |   | 15      |     |
|                                                                    | Andre                           |         |   | 44      |     |
| Ugyldige/blanke stemmer                                            | Ugyldige/blanke stemmer         |         | – | –       | –   |
| Total                                                              | Total                           |         |   | 426     | –   |
| Registrerede stemmer/deltagelse                                    | Registrerede stemmer/deltagelse |         |   | –       | –   |
| Kilde: Sudan News Agency Arkiveret 3. maj 2015 hos Wayback Machine |                                 |         |   |         |     |